# Luigi Giordani (peintre)
Luigi Giordani est un peintre italien du XIXe siècle connu pour ses décorations intérieures et peintures à fresques dans de nombreuses églises de style baroque en Haute-Corse.

## Biographie
Luigi Giordani est né vers 1778 à Canapille (État romain) en Toscane. Après avoir séjourné sur l'île d'Elbe, où il a épousé Marie Mibelli (~1784-1851), il choisit de se réfugier à Bastia à la chute du Premier Empire. Dans cette ville sont nés ses premiers enfants, dont Joseph Giordani le 19 mars 1815 qui deviendra plus-tard un peintre corse reconnu. De nombreuses églises et oratoires construits au XVIIIe siècle nécessitaient  des restaurations. Les commandes de décorations intérieures et d'œuvres religieuses se multipliant, Bastia devient un foyer artistique attirant nombre d'architectes, décorateurs, stucateurs et peintres en provenance d'Italie. Luigi Giordani qui a participé à ce mouvement baroque corse est l'un d'entre eux. Ses oeuvres sont répertoriées dans les bases de recensement du patrimoine français (Base Mérimée, Base Palissy).
Luigi Giordani s'est toujours présenté comme un peintre romain en ajoutant à sa signature soit pictor romanus, soit pittore e architteto romano, même si une grande partie de sa carrière s'est déroulée en Corse. 
Le 1er décembre 1833 Luigi Giordani, âgé de 55 ans, décède à Carpineto où il a réalisé le décor de la nef de l'église de l'Immaculée Conception. 

## Œuvre

### Décorations à fresques
- Bastia :
  - Oratoire de l'Immaculée Conception
    - Entre 1816-1817, Luigi Giordani peint les caissons en trompe l'œil ornant la coupole de la rotonde qui abrite la statue de procession[5].

  - Eglise Saint Jean-Baptiste
    - En 1808, Luigi Giordani achève le décor peint de la voute du chœur, ébauché par le florentin Fausto Rossi[6].
- Cervione : 
  - Eglise Saint Erasme :
    - L'intérieur est  orné en 1828 d'un décor peint par les peintres Giavarini et Luigi Giordani[7].
- Carpineto : 
  - Eglise de l'Immaculée Conception :
    - Luigi Giordani a participé à deux campagnes de restauration de la voutes et de la coupole[8]: 
      - En 1828 il exécute les peintures du chœur[9]: (signature sur l'arc triomphal: ludovicius Giordani pictor romanus hunc chorum pinxi anno Domini 1828 ).
      - En 1832 il réalise le décor de la nef[10]: (signature: luigi Giordani pittore e architetto romano dipinse anno 1832.)